# قطعنامه ۱۵۳۰ شورای امنیت
قطعنامه ۱۵۳۰ شورای امنیت سازمان ملل متحد که در تاریخ ۱۱ مارس ۲۰۰۴ تصویب شد، سندی بین‌المللی دربارهٔ تهدید صلح و امنیت بین‌المللی ناشی از اقدامات تروریستی است. این قطعنامه طی نشست ۴۹۲۳ام با ۱۵ رای موافق، ۰ مخالف و ۰ ممتنع تصویب شد.